# Покровский собор (Сенгилей)
Собор Покрова Пресвятой Богородицы — утраченный православный храм в городе Сенгилей. Построен в 1814 году. Разрушен коммунистами в начале 1930-х годов.

## История
В 1814 году прихожанами был построен каменный тёплый Покровский собор. В 1880 году были пристроены два боковых придела; в 1898 году обнесён железной оградой. Престолов в нём три: главный — в честь Покрова Пресвятые Богородицы, в южном приделе — в честь Вознесения Господня и в северном — во имя св. пророка Илии. Причт состоял из протоиерея, священника, дьякона и двух псаломщиков.
В 1931 году советская власть закрыла Покровский собор. После закрытия собор был разграблен и осквернён. Позднее здание собора использовался для различных хозяйственных нужд. В 1954 году храм был полностью разрушен и на сегодня останки Покровского собора покоятся на дне Куйбышевского водохранилища.
В 1993 году, в здании 1895 года постройки, которое было перестроено под храм Покрова Пресвятой Богородицы. Престол освящён архиерейским чином 21 октября 2001 года. В 2005 году были завершены все строительные и отделочные работы. В апреле 2016 года оформлен иконостас.
21 августа 2016 года в память о Покровском соборе города Сенгилея установили памятный знак.

## Настоятели
- настоятелем храма с 1924 по 1931 год был протоиерей Михаил Лебяжьев. Он был арестован и осуждён «тройкой» к высылке в Северный край. Сведений о дальнейшей судьбе нет[3].
- священником храма с 1935 по 1937 год был Загудаевский Николай Алексеевич, затем был арестован[7].

## Приписные храмы
- Две каменные часовни: одна на юго-западном углу ограды, другая на берегу р. Волги, построена в память события 17 октября 1888 года — крушения императорского поезда[2].

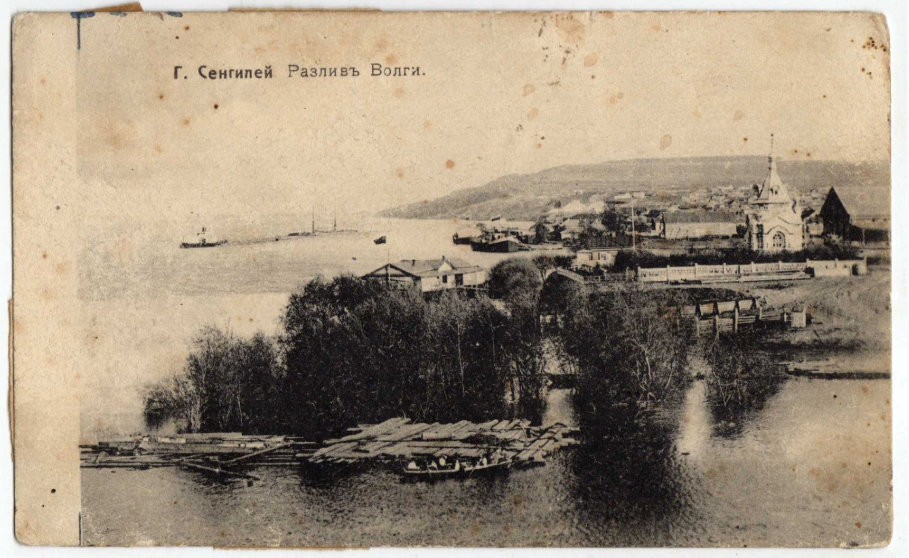
Приписная Часовня в память 17 октября 1888 года. Дореволюционная открытка.